# Milton Latham
Milton Slocum Latham (23 mai 1827 - 4 mars 1882) est un homme politique américain membre de la Chambre des représentants des États-Unis, du Sénat des États-Unis et gouverneur de Californie en 1860. Avec une durée de 5 jours, du 9 janvier au 14 janvier 1860, son mandat de gouverneur est le plus court de l'histoire de la Californie. Il démissionne en effet de son siège pour succéder au sénat à David C. Broderick, tué dans un duel.

## Biographie
Milton est né à Columbus dans l'Ohio. Après avoir exercé brièvement le métier d'instituteur, il fait des études de droit et est admis au barreau de l'Alabama en 1848. En 1850, il s'installe à San Francisco.
Après avoir été clerc du comté de San Francisco, Milton devient district attorney de Sacramento en 1851. En 1852, il est élu sous les couleurs du parti démocrate à la Chambre des représentants des États-Unis. À l'issue de son mandat de deux ans, il renonce à se faire réélire, malgré sa nomination par les démocrates.
En 1855, il est chargé par le président Franklin Pierce de percevoir les taxes du Port de San Francisco.
Les années 1850 sont marquées par les divisions du parti démocrate sur la question de l'esclavage. À partir de 1857, la constitution devant être adoptée par le futur état du Kansas cristallise les passions avec d'un côté la constitution de Topeka (octobre 1857) anti-esclavagiste et de l'autre la constitution de Lecompton (septembre 1857) esclavagiste. La question divisa les démocrates de Californie, et en 1859 les partisans de l'esclavagisme désignèrent Milton comme candidat au poste de gouverneur. Il remporte l'élection face à un candidat démocrate anti-esclavagiste et face à un républicain.
Cependant, au cours de la campagne, le sénateur démocrate anti-esclavagiste David C. Broderick est tué en duel par un ancien membre de la cour suprême de Californie favorable à l'esclavage, David S. Terry. Peu après son élection, Milton est désigné par la législature de l'État de Californie pour lui succéder au Sénat des États-Unis, ce qui fait qu'il n'exerce son mandat de gouverneur que pendant 5 jours.
Milton échoue à se faire réélire au sénat en 1862. Après un voyage en Europe, il exerce alors le métier de banquier et part s'installer à New York en 1879.